# Hailafing
Hailafing ist ein Gemeindeteil von Straßlach-Dingharting im oberbayerischen Landkreis München.

## Geographie
Die Siedlung Hailafing liegt an der Staatsstraße 2072.

## Geschichte
Das ursprüngliche Hailafing war ein Einzelgehöft etwa 600 m südwestlich der Hauptsiedlung. Es befindet sich heute innerhalb eines Golfplatzes, der sich direkt südlich an die heutige Siedlung anschließt. Die Siedlung ist im 11. Jahrhundert als Haithvolchingen ersturkundlich genannt. Es liegt der bajuwarische Personenname Heidfolch/Haitfolc zugrunde.

## Baudenkmäler
Siehe: Liste der Baudenkmäler in Hailafing